# 臺灣與俄羅斯關係史
臺灣與俄羅斯關係史（台俄關係史）是指臺灣有信史以來至今與俄羅斯雙方在歷史上不同階段的關係。随着1949年中華民國政府遷台後，實際上與其國家外交關係重疊。

## 清治時期

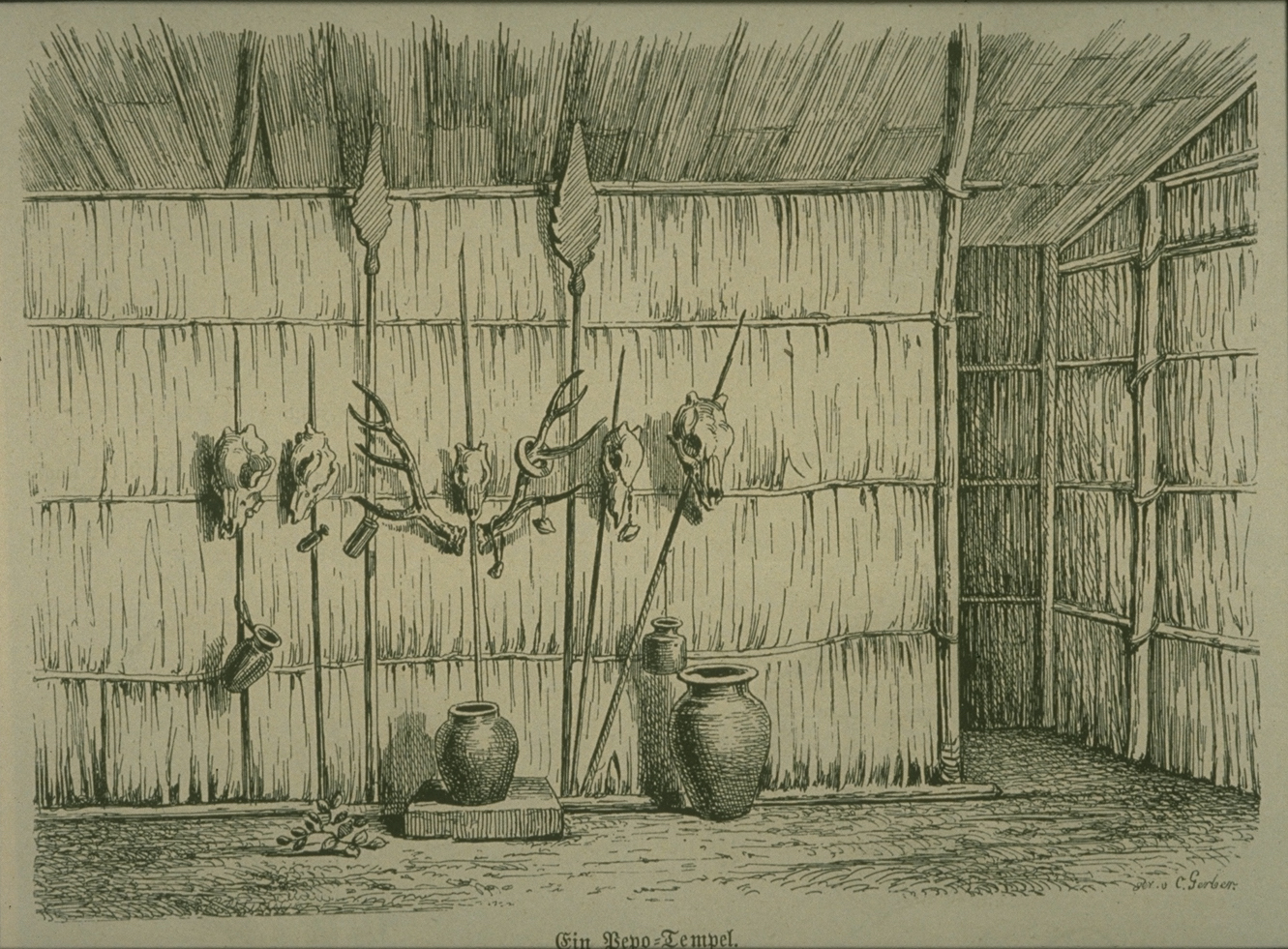
伊比斯所繪的平埔族公廨圖畫

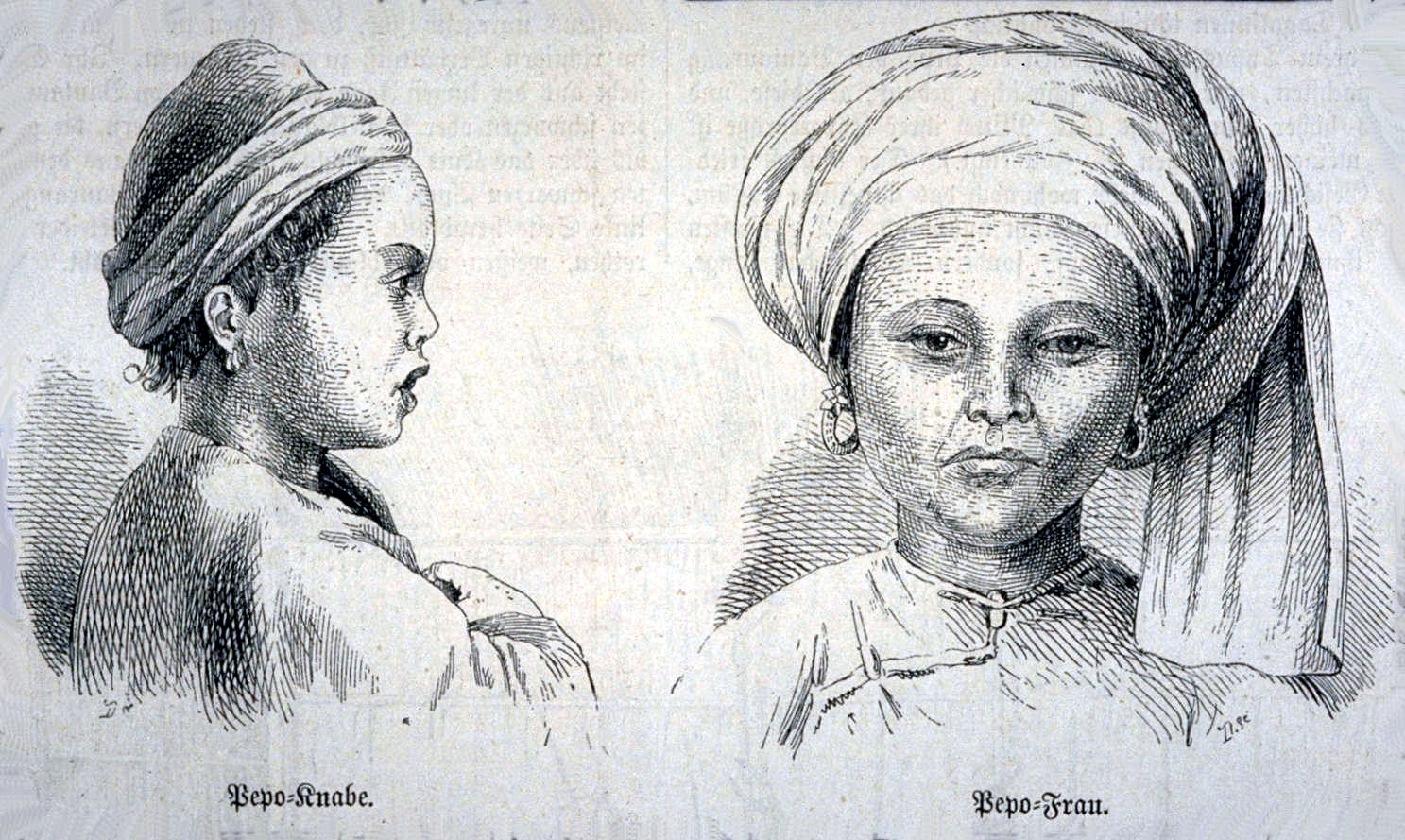
伊比斯繪製的平埔原住民（Bepo）平埔男孩（Bepo-Knabe），及平埔女人（Bepo-Frau）的素描。

1858年（清咸豐八年），清政府在第一次英法聯軍戰敗後，與英國等國簽訂《天津條約》，當中在6月13日對俄羅斯帝國《天津條約》中第三條開放臺灣（今安平）港。
1875年（清光緒元年），俄國海軍准尉帕维尔·伊万诺维奇·伊比萨（俄语：П.И. Ибиса, Павел Иванович Ибиса，1852-1877）乘海軍軍艦「阿斯科列德」（Askold）來到香港，因該船在香港要停許多時間，伊比斯請假自願來到臺灣。他在臺灣兩個月調查平埔及高山諸族，並曾從高雄到楓港、再到牡丹社，實地瞭解了1874年日軍出兵登陸事件的情況。伊比斯除調查外也繪畫插圖。1876年伊比沙在聖彼得堡出版的《海洋文集》（Sea Collection）期刊中，發表大篇幅的臺灣遊記《福爾摩沙之旅》（ 俄语：Экскурсия на Формозу, Этнографическое Путешествие），後由俄國學者劉宇衛重新編著。1877年德國出版的雜誌《地球儀》（Globus）也用德文發表伊比斯的遊記，1877年伊比沙在意大利去世，年僅二十五歲。
在伊比斯對臺灣調研之後，亦有德裔愛沙尼亞的帝俄海軍軍醫院軍醫莫里特列赫特（A. K. Mo´knrekht），曾來臺灣中南部地區進行四個月的調研，返國後在「帝俄地理學會」的刊物上發表調研報告，題目為《臺灣中部與南部土人之四個月的動物學與種族學考察》。

## 日治時期
1895年4月，清政府因甲午戰爭戰敗，與日本政府簽屬《馬關條約》，將臺灣割讓給日本。早在同年2月，駐日俄國公使希特羅渥（M. Hitrovo）曾訪日本外務大臣陸奧宗光於外務省，論及割地事表示「臺灣之割地，俄國故無異議，惟日本如棄島國位置，擬將版圖擴張至大陸，則絕非上策也。」:757在三國干涉還遼的消息傳來，張之洞、唐景崧等人亦希望爭取列強介入擴及臺灣，然而不同於態度積極的法國，當時俄國將野心專注於滿洲、朝鮮，臺灣相較之下利益關係較淺。雖當時有清國駐俄公使王之春的遊說，俄國亦未考慮。:761因此俄國希望日本南進，遂對清謂對日本不能再有表示。之後臺灣進入日本統治時期。
1898年（明治三十一年），有人自稱臺灣民主國義民總統，出沒於天津、北京間。並致書俄國領事及其他外人，為將臺灣自日本手中奪回，求供給戰械、兵餉，請俄國公使給予保障自道勝銀行欲為軍資借款。且稱：「願將臺灣永隸版圖，稱臣納貢，歸為屬國」為條件。:762
1904年（明治三十七年），日本與俄羅斯帝國爆發日俄戰爭。戰爭中，1905年帝俄海軍試圖調度波羅的海艦隊，繞過大半個地球通過臺灣海域前往日本海決戰，4月8日通過麻六甲海峽。:765由於傳出俄軍可能對日屬臺灣攻擊的消息，故日本官方於4月13日發佈將臺灣沿海地區及澎湖島馬公要港指定為臨戰地區，宣告實施戒嚴令，:7655月12日，以臺灣全島及其沿海指定為鄰戰地區，:765實施全島戒嚴令，為臺灣史上首度戒嚴令。以7月7日為截止，解除戒嚴。:765
5月25日，波羅的海艦隊經過台灣東部海面。總督府選定鹿港人辜顯榮跟高雄的陳中和負責偵防敵艦動態，以漁船偽裝，:152在臺灣南部鵝鑾鼻與菲島之間、和臺灣與閩粵之間（巴士海峽與臺灣海峽）之偵探隊，探察俄軍軍情，甚為活躍。
此時日方為確定波羅的海艦隊戰力，同時防止艦隊在前進途中經台灣海峽之際進佔台灣對日夾擊，遂在今苗栗通霄鎮虎頭山頂上設瞭望台，隨時監控艦隊動態使日方知悉。1905年5月，虎頭山哨兵發現波羅的海艦隊，並傳達給前線，造就了對馬海峽海戰勝利；戰後，於此建立結合仰天砲管、船錨設計的「日露戰役望樓紀念碑」。
1917年，俄羅斯爆發二月革命、十月革命，推翻帝政，建立無產階級政權。1922年，建立蘇聯，以對外輸出革命、解放殖民地為號召。由於蘇聯左派的思想，吸引左傾思想的臺灣人前往蘇聯留學，如許乃昌、謝廉清、謝雪紅、林木順等人約在1920年代前往蘇聯留學。許乃昌於1922年前往中華民國，1923年9月加入中國共產主義青年團，11月加入中國共產黨，1924年成為中國國民黨員，同年8月經鮑羅廷引薦進入莫斯科東方勞動者共產主義大學接受共產主義訓練，在東方大學使用「約諾夫」（Ionov）的名字。由於患了肺結核，在俄羅斯學習時間並不長，1925年6月回到上海。:82許乃昌與謝廉清同時赴莫斯科留學，進入東方共產主義勞動大學。林木順以「林木森」為化名，:266-267與謝雪紅（化名「謝飛英」）:91-92則於1925年12月抵達莫斯科。:261
1927年（昭和二年），俄國聖彼得堡大學漢學家、日本學家的聶甫斯基 (Н.A. Нeвский)來臺灣學習臺灣原住民語言鄒語，聶甫斯基在日本研究時進而對台灣原住民語言產生興趣。聶甫斯基在臺灣阿里山研究時，曾受鄒族青年矢多一生(高一生)幫助許多。矢多一生與聶甫斯基合作編寫鄒族語典。

## 中華民國在臺灣時期

### 冷戰時期
1949年10月，中華人民共和國成立，隨即蘇聯承認中共政權，與中華民國斷交。12月，中華民國政府播遷來臺。
國民黨政府遷臺後，以「反共抗俄」為號召，並宣稱中共為「俄帝國主義者」侵略世界的一環，在國際新聞上，也多次使用「俄帝」一詞指責蘇聯政權。如1956年國民政府因埃及納瑟政權承認中共政權建交、而宣布與埃及斷交時，國民黨政府宣傳報《中央日報》就以「埃及甘附俄帝承認共匪偽政權 我政府採斷然措置與埃斷絕外交關係」為頭版標題。
1954年6月，發生蘇聯油輪被中華民國海軍扣留之陶普斯號事件。
中蘇交惡時期，1968年10月22日，蘇聯記者維多克·路易斯（Victor Louis）抵臺，展開秘密外交，曾與國防部長蔣經國密談。:759。
1969年4、5月間，維克多·路易斯紧急要求台灣提出所需武器的清單。1969年6月，路易斯急邀台灣指派人員赴歐洲與蘇聯聯絡，並稱一旦戰事開始，不便聯絡。希望台灣在下次會見時開出所需軍備清單。路易斯聲稱武器不必直運台灣……而可在台灣反攻時運達登陸地點。蘇聯需台灣反攻詳細計畫。例如如何利用蘇聯軍事基地的具體方式、在何種區域所需何種和數量的武器等。台灣登陸期間蘇軍會製造與中共的邊境衝突事件。出于对蘇聯與路易斯的提防，蒋介石拒绝与路易斯进行有关武器援助种类的谈判。
1982年10月15日，流亡在海外，立場反共的蘇聯籍諾貝爾文學獎得主索忍尼辛應吳三連基金會之邀來台訪問，在台北中山堂發表題目為《給自由中國》的演說，称“在這裡三十三年來不斷地向全世界顯示着，如果中國大陸不淪入共黨之手，整個中國都會達到像台灣一樣高度發展的水平。““你們也有一個更大更光明的希望，那就是被奴役國家的人民，不會無限度的忍耐下去，當他們的統治者們面臨嚴重危機的時候，他們就會揭竿而起來推翻暴政。”
1980年代，蘇聯共產黨總書記戈巴契夫上台，戈巴契夫提倡之外交新思維政策，希望緩和蘇聯對外關係，加上當時中華民國政府外交策略轉為務實主義。在此契機下，臺灣開始對社會主義共黨國家開放直接貿易，對蘇聯等國家採取間接貿易，臺灣民眾亦開始大批前往蘇聯考察投資機會，甚至出現蘇聯熱的情形。而蘇聯官員或民眾亦逐漸來台訪問。1990年初，臺灣對蘇聯開放直接貿易與直接通郵，雙方在各領域之互動就此開展。

### 蘇聯解體後
1991年，蘇聯解體，俄羅斯正式承繼蘇聯在國際上之各權利與義務，臺俄關係亦承襲蘇聯時期協議，在臺灣的中華民國政府之外交策略改為「以發展與各共和國關係為對象」，全力開展台灣與俄羅斯，烏克蘭，白俄羅斯與哈薩克等國關係。1992年元月與4月，中華民國外交部次長章孝嚴兩度至俄羅斯進行私人訪問，捐贈價值3500萬美元之十萬噸食用米與1500萬美元之人道醫療藥品予俄，並會晤俄羅斯總統顧問委員會主席羅伯夫（Oleg Ivanovich Lobov），達成雙方互設經濟文化協調委員會之協議。9月3日，俄羅斯總統葉爾欽簽署行政命令，宣布成立「莫斯科台北經濟文化協調委員會」（簡稱莫北協），由羅伯夫擔任主任委員。
1992年9月15日，葉爾欽簽署《俄羅斯與台灣關係法》，強調俄羅斯對臺灣政策係基於「只有一個中國，臺灣是中國的一部分」，俄羅斯與臺灣互動屬於非官方層次，由個別國民，非政府組織與私人公司組成。次年（1993年）7月12日，在臺俄雙方不斷溝通下，臺灣駐俄代表處臺北莫斯科經濟文化協調委員會駐莫斯科代表處正式揭牌。1996年12月15日，俄羅斯駐臺代表處莫斯科台北經濟文化協調委員會也隨之成立。。
2000年，臺灣由民進黨執政後，為了分散對於中國大陸地區的過度投資與經濟依賴，對俄羅斯開始採取更積極的政策，強調應大力加強臺俄經貿，文化與科技等領域合作。而政府主要採取北進迂迴政策，通過台灣經濟研究院，台灣政策研究院，台灣智庫等單位籌畫，並配合外貿協會，臺北市進出口公會等企業單位聯手參與，使得臺俄關係緊扣企業與學術界進行。同年，時任中華民國總統陳水扁派出國安高層在8月25日赴巴黎，再轉飛聖彼得堡，前往魯賓設計局，參觀基洛級潛艇的建造過程，雙方交談了潛艇購買事宜，台灣提出購買10艘基洛級潛艇，報價約1000億元新台幣的等值美元。實際上，台灣前後共有2組人到俄羅斯看過該批基洛級潛艇。
2002年9月，台灣在當時海參崴舉辦之APEC亞太經合會投資論壇派出了有史以來層級最高之訪俄陣容，由時任民進黨主席張俊雄領軍，交通部長林陵三與勞委會主委陳菊等官員隨團，共計29位黨政商高層訪問俄羅斯。2003年台俄協會在臺北成立，張俊雄擔任理事長。
2003年，傳出台灣在日本的引見下，俄羅斯方面有意向台灣提出租借6艘基洛級636型潛艦10年計劃，隨即遭到中華民國國防部否認。
2004年，美國《華盛頓時報》在6月25日報導了一則「俄羅斯製造的基洛級潛艇，可能成為台灣購買潛艇的來源」報導中甚至指出，立法院院長王金平率團訪問美國時，與美國防部副部長保罗·沃尔福威茨討論了以「特別的方式」為台灣建造潛艇的可能性。因為美國早已不再生產常規動力潛艇，若美國決定向台灣出售潛艇的話，最大的可能性就是從第三國購買，然后再轉手賣給台灣。美國防部打算先向俄羅斯採購基洛級潛艇，裝配美制電子和推進系統後轉賣給台灣。該報導稱，俄國總統普丁已悄悄批准這項交易。6月26日國防部開記者會否認這個事件，中央社報導了這則新聞而留下紀錄，然而這則消息曝光時機太過敏感，因為當年中國才向俄羅斯訂購了8艘基洛級潛艇，這批潛艇很有可能就是當初準備要賣給台灣的同一批，因此，俄羅斯外交部也出面駁斥這則新聞。
2010年12月8日，由於美國總統歐巴馬未同意出售潛艇給台灣，時任中華民國總統馬英九可能傾向第三種選擇。《壹週刊》稱，中華民國海軍與台灣造船公司的代表團2010年10月10日至18日訪問俄羅斯尋求合作發展潛艇。中華民國海軍總部回應，「透過美國對台軍售採購柴油電力潛艇，這個政策和立場一直沒有改變，海軍也沒有派人去俄羅斯」。台灣造船副理顏子翔解釋說，他是因為商業原因才帶公司設計部和營業部的同事去俄羅斯。他特別指出，沒有任何海軍人員與他們同行。在同一個月，國民黨立委帥化明在回應訪美國在台協會台北辦事處處長司徒文（William Stanton）的談話時表示，這其中隱含對台軍售的改變，台灣要思考和反省，不能總是依靠美國。
2019年12月，台北教育大學教授楊孟哲將與俄羅斯科學院台灣研究中心合作，將伊比斯的台灣行調查報告翻譯成中文完整解密。於2022年6月出版《1875．福爾摩沙之旅：俄國海軍保羅．伊比斯的臺灣調查筆記》一書。
2022年2月，俄羅斯入侵烏克蘭。2月25日，外交部發表聲明，中華民國台灣政府嚴厲譴責俄羅斯違反《聯合國憲章》發動戰爭，為敦促俄方停止對烏克蘭的軍事侵略，以及儘速恢復各方的和平對話，中華民國台灣政府宣布將參與國際社會對俄羅斯的經濟制裁。3月7日，俄羅斯聯邦政府通過對其採取「不友善舉動」的國家與地區名單，臺灣也被列入，並對臺灣加註「雖被視為中國領土，但自1949年起由自己的政府治理。」2022年9月，針對俄羅斯在烏克蘭佔領區舉行吞併公投。外交部於9月30日新聞稿表示，中華民國台灣政府嚴正譴責俄羅斯藉由假公投遂行兼併烏克蘭領土的野心，「拒絕承認俄羅斯操縱的假公投結果，絕不接受俄羅斯非法兼併烏克蘭領土的一切作爲，並支持以美國及歐洲為主的民主陣營國家，共同採取適當的因應反制措施。」